# Саман Абдевалі
Саман Абдевалі (перс. سامان عبدولی; нар. 13 квітня 1991) — іранський борець греко-римського стилю, срібний призер чемпіонату світу серед військовослужбовців, срібний та дворазовий бронзовий призер чемпіонатів Азії.

## Життєпис
Боротьбою почав займатися з 2002 року. 
У 2010 році став срібним призером чемпіонату Азії серед юніорів. Наступного року завоював чемпіонський титул на цьому ж турнірі і став срібним призером чемпіонату світу серед юніорів.
Виступає за борцівський клуб «Сахтеман» Андімешк, остан Хузестан. Тренер — Мезрад Галаванд.

## Спортивні результати на міжнародних змаганнях

### Виступи на Чемпіонатах Азії
| Змагання                       | Збірна | Вагова категорія                 | Місце  |
| ------------------------------ | ------ | -------------------------------- | ------ |
| Чемпіонат Азії з боротьби 2016 | Іран   | греко-римська боротьба, до 59 кг | Срібло |
| Чемпіонат Азії з боротьби 2017 | Іран   | греко-римська боротьба, до 59 кг | Бронза |
| Чемпіонат Азії з боротьби 2019 | Іран   | греко-римська боротьба, до 63 кг | Бронза |

### Виступи на Чемпіонатах світу серед військовослужбовців
| Змагання                                                  | Збірна | Вагова категорія                 | Місце  |
| --------------------------------------------------------- | ------ | -------------------------------- | ------ |
| Чемпіонат світу з боротьби серед військовослужбовців 2013 | Іран   | греко-римська боротьба, до 60 кг | Срібло |

### Виступи на інших змаганнях
| Змагання                                   | Збірна | Вагова категорія                 | Місце  |
| ------------------------------------------ | ------ | -------------------------------- | ------ |
| Кубок Ядегара Імама 2011                   | Іран   | греко-римська боротьба, до 55 кг | Бронза |
| Тестовий турнір FILA 2011                  | Іран   | греко-римська боротьба, до 55 кг | Бронза |
| Золотий Гран-прі з боротьби 2012 (Стамбул) | Іран   | греко-римська боротьба, до 55 кг | 9      |
| Золотий Гран-прі з боротьби 2014 (Баку)    | Іран   | греко-римська боротьба, до 59 кг | Срібло |
| Клубний чемпіонат світу з боротьби 2015    | Іран   | команда                          | 5      |
| Кубок Тахті 2016                           | Іран   | греко-римська боротьба, до 59 кг | Золото |
| Чемпіонат Росії з боротьби 2019            | Іран   | греко-римська боротьба, до 63 кг | Бронза |

### Виступи на змаганнях молодших вікових груп
| Змагання                                      | Збірна | Вагова категорія                 | Місце  |
| --------------------------------------------- | ------ | -------------------------------- | ------ |
| Чемпіонат Азії з боротьби серед юніорів 2010  | Іран   | греко-римська боротьба, до 55 кг | Срібло |
| Чемпіонат Азії з боротьби серед юніорів 2011  | Іран   | греко-римська боротьба, до 55 кг | Золото |
| Чемпіонат світу з боротьби серед юніорів 2011 | Іран   | греко-римська боротьба, до 55 кг | Срібло |